# Су, Лиза
Лиза Су (англ. Lisa Su; род. 7 ноября 1969) — американский топ-менеджер китайского происхождения. Является президентом и генеральным директором корпорации Advanced Micro Devices Inc.
Лиза Су является двоюродной племянницей Дженсена Хуанга (глава компании Nvidia).
В 2002 году доктор Су вошла в состав 100 лучших молодых новаторов по версии журнала MIT Technology Review.
К 2020 году её уже признавали одной из самых влиятельных деловых женщин года, деловой журнал Barron's номинировал её в категории «Лучший генеральный директор 2019 года», её назначили председателем ассоциации производителей полупроводниковых изделий GSA, и многие отраслевые мероприятия без её присутствия уже не обходятся, например, ей была предоставлена честь открыть выставку Computex 2019, и её выступление на симпозиумах Hot Chips является одним из ведущих.
В 2024 году стала СЕО 2024 по версии журнала Time

## Биография
Родилась в ноябре 1969 года в городе Тайнань Китайской Республики. В трёхлетнем возрасте эмигрировала с родителями в США. Отец, работавший статистиком, и мать-бухгалтер с детства привили Лизе любовь к математике.
В 1986 году закончила Бронксскую высшую школу естественных наук в Нью-Йорке и поступила в Массачусетский технологический институт, где получила степени бакалавра, магистра и доктора по электротехнике.
После университета всего один год проработала в компании Texas Instruments.
С 1995 года Лиза Су 13 лет проработала в корпорации IBM на различных руководящих должностях, связанных с проектированием и ведением бизнеса, включая должность вице-президента в Центре по научным исследованиям полупроводников, который задавал стратегическое направление развития кремниевых технологий компании IBM, образовывал альянсы по совместной разработке товаров и занимался научными исследованиями полупроводников.
В 2007 году она перешла в Freescale Semiconductor, где проработала 5 лет сначала на посту технического директора, а затем старшим вице-президентом и генеральным менеджером по сетевым и мультимедийным системам в компании.
С 2012 года Лиза Су присоединилась к управленческой команде корпорации AMD в качестве главного операционного директора.
И в октябре 2014 года была назначена президентом и генеральным директором корпорации AMD, также она вошла в совет директоров корпорации.
В январе 2020 года она также была принята в состав совета директоров корпорации Cisco, с сохранением за собой всех занимаемых должностей в корпорации AMD.

## Личная жизнь
Замужем. Живёт со своим супругом Дэном в Остине, Техас.
По состоянию на 2024 год собственный капитал Су оценивается более чем в $1 миллиард.

## Научные исследования
Лиза Су является автором более 40 технических публикаций, а в 2009 году получила звание члена Института инженеров по электротехнике и электронике. Среди других отличий:
- Медаль Бенджамина Франклина (2024)